# Organização da Unidade Africana

A Organização da Unidade Africana (OUA; em francês:  Organisation de l'unité africaine, OUA) foi uma organização intergovernamental africana estabelecida em 25 de maio de 1963 em Adis Abeba, Etiópia, com 33 governos signatários. Alguns dos principais objetivos da OUA eram encorajar a integração política e econômica entre os estados-membros, e erradicar o colonialismo e o neocolonialismo do continente africano.
A ausência de uma força armada como as forças de paz das Nações Unidas deixou a organização sem meios para fazer cumprir suas decisões. Também não estava disposta a se envolver nos assuntos internos das nações-membros, levando alguns críticos a afirmar que a OUA era ineficaz em tomar ações decisivas. Reconhecendo isso, em setembro de 1999 a OUA emitiu a Declaração de Sirte, pedindo por um novo órgão para tomar seu lugar. Em 9 de julho de 2002, o Presidente da OUA, o Presidente sul-africano Thabo Mbeki, formalmente dissolveu a OUA e a substituiu pela União Africana (UA), sua sucessora imediata, que mantém muitos dos princípios fundadores da OUA.

## História
O início do estabelecimento da OUA foi o Compromisso de Sanniquellie na Primeira Conferência de Cúpula da África Ocidental realizada em Sanniquellie, Libéria em 15–19 de julho de 1959. O Presidente Tubman da Libéria recebeu o Presidente Touré da Guiné, e o Primeiro-Ministro Nkrumah de Gana, e os três se comprometeram a trabalhar juntos para a formação de uma "Comunidade de Estados Africanos Independentes".
A OUA foi fundada em maio de 1963 em Adis Abeba, Etiópia, por 32 estados africanos com o objetivo principal de unir as nações africanas e resolver as questões dentro do continente. Sua primeira conferência foi realizada em 1º de maio de 1963 em Adis Abeba. Naquela conferência, o falecido historiador gambiano – e um dos principais nacionalistas gambianos e pan-africanistas da época – Alieu Ebrima Cham Joof fez um discurso na frente dos estados-membros, no qual disse:

Mal se passaram 75 anos quando as Potências Europeias se sentaram ao redor da mesa na Alemanha, cada uma segurando uma adaga para dividir a África para seu próprio benefício.… Seu sucesso inspirará e acelerará a liberdade e total independência do continente africano e erradicará o imperialismo e colonialismo do continente e eventualmente o neocolonialismo do globo… Seu fracasso, pelo qual nenhum verdadeiro africano na África está rezando, prolongará nossa luta com amargura e decepção. Eu, portanto, adjuro que vocês ignorem qualquer sugestão de fora da África e, mantendo que a presente civilização, da qual algumas das grandes potências estão se vangloriando, surgiu da África, e percebendo que o mundo inteiro tem algo terreno para aprender da África, vocês se esforçarão ao máximo para chegar a um acordo, salvar a África das garras do neocolonialismo e ressuscitar a dignidade africana, a virilidade e a estabilidade nacional.

## Objetivos
A OUA tinha os seguintes objetivos primários:

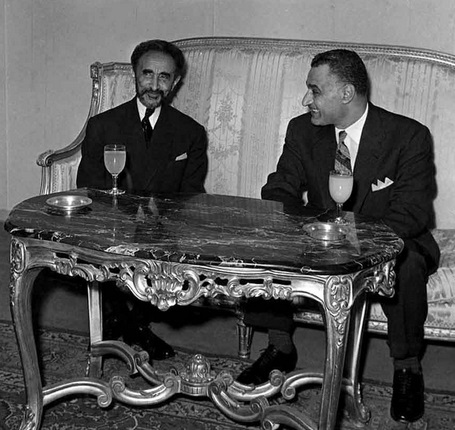
Imperador da Etiópia Haile Selassie com o Presidente do Egito Gamal Abdel Nasser em Adis Abeba para a cúpula da Organização da Unidade Africana, 1963

Coordenar e intensificar a cooperação dos estados africanos para alcançar uma vida melhor para o povo da África. Defender a soberania, integridade territorial e independência dos estados africanos. A OUA também se dedicava à erradicação de todas as formas de colonialismo e governo de minoria branca pois, quando foi estabelecida, havia vários estados que ainda não haviam conquistado sua independência ou eram governados por minorias brancas. África do Sul e Angola eram dois desses países. A OUA propôs duas maneiras de livrar o continente do colonialismo e do governo de minoria branca. Primeiro, defenderia os interesses de países independentes e ajudaria a buscar a independência daqueles ainda colonizados. Segundo, permaneceria neutra em termos de assuntos mundiais, impedindo que seus membros fossem controlados mais uma vez por potências externas.
Um Comitê de Libertação foi estabelecido para ajudar movimentos de independência e cuidar dos interesses de estados já independentes. A OUA também visava permanecer neutra em termos de política global, o que os impediria de serem controlados mais uma vez por forças externas – um perigo especial com a Guerra Fria.
A OUA tinha outros objetivos também:
Garantir que todos os africanos desfrutassem dos direitos humanos. Elevar os padrões de vida de todos os africanos. Resolver argumentos e disputas entre membros – não através de lutas, mas sim por negociação pacífica e diplomática.
Logo após alcançar a independência, vários estados africanos expressaram um desejo crescente por mais unidade dentro do continente. Nem todos concordavam sobre como essa unidade poderia ser alcançada, no entanto, e dois grupos opinativos emergiram nesse aspecto:
O bloco de Casablanca, liderado por Kwame Nkrumah de Gana, queria uma federação de todos os países africanos. Além de Gana, compreendia também Argélia, Guiné, Marrocos, Egito, Mali e Líbia. Fundado em 1961, seus membros foram descritos como "estados progressistas". O bloco de Monróvia, liderado por Senghor do Senegal, sentia que a unidade deveria ser alcançada gradualmente, através da cooperação econômica. Não apoiava a noção de uma federação política. Seus outros membros eram Nigéria, Libéria, Etiópia, e a maioria das antigas colônias francesas.
Algumas das discussões iniciais ocorreram em Sanniquellie, Libéria. A disputa foi eventualmente resolvida quando o imperador etíope Haile Selassie I convidou os dois grupos para Adis Abeba, onde a OUA e sua sede foram subsequentemente estabelecidas. A Carta da Organização foi assinada por 32 estados africanos independentes. No momento da dissolução da OUA, 53 dos 54 estados africanos eram membros; o Marrocos saiu em 12 de novembro de 1984 após a admissão da República Árabe Saaraui Democrática como o governo do Saara Ocidental em 1982.

## Críticas e elogios
A organização foi amplamente ridicularizada como um "clube de conversa" burocrático com pouco poder. Ela lutou para fazer cumprir suas decisões, e sua falta de força armada tornou a intervenção extremamente difícil. Guerras civis na Nigéria e Angola continuaram desenfreadas por anos, e a OUA nada pôde fazer para pará-las.
A política de não interferência nos assuntos dos estados-membros também limitou a eficácia da OUA. Assim, quando os direitos humanos foram violados, como em Uganda sob Idi Amin nos anos 1970, a OUA foi impotente para pará-los.
A Organização foi elogiada pelo ex-Secretário-Geral das Nações Unidas ganense Kofi Annan por unir os africanos. No entanto, críticos argumentam que, em seus 39 anos de existência, a OUA fez pouco para proteger os direitos e liberdades dos cidadãos africanos de seus próprios líderes políticos, muitas vezes apelidando-a de "Clube de Ditadores" ou "Sindicato de Ditadores".
A OUA foi, no entanto, bem-sucedida em alguns aspectos. Muitos de seus membros eram membros da ONU também, e eles se mantiveram unidos dentro desta última organização para salvaguardar os interesses africanos – especialmente em relação ao colonialismo persistente. Sua busca pela unidade africana, portanto, foi de algumas maneiras bem-sucedida.
A unidade total foi difícil de alcançar, no entanto, pois a OUA estava largamente dividida. As antigas colônias francesas, ainda dependentes da França, haviam formado o Grupo de Monróvia, e havia uma divisão adicional entre aqueles que apoiavam os Estados Unidos e aqueles que apoiavam a URSS na Guerra Fria de ideologias. A facção pró-socialista foi liderada por Kwame Nkrumah de Gana, enquanto Félix Houphouët-Boigny da Costa do Marfim liderava os pró-capitalistas. Por causa dessas divisões, foi difícil para a OUA tomar ação contra estados envolvidos em conflitos internos porque raramente conseguia chegar a um acordo sobre o que deveria ser feito.
A OUA desempenhou um papel fundamental na erradicação do colonialismo e governo de minoria branca na África. Deu armas, treinamento e bases militares a grupos rebeldes lutando contra o governo de minoria branca e o domínio colonial. Grupos como o ANC e PAC, lutando contra o apartheid, e ZANU e ZAPU, lutando para derrubar o governo da Rodésia, foram ajudados em seus esforços pela OUA. Portos africanos foram fechados ao governo sul-africano, e aeronaves sul-africanas foram proibidas de voar sobre o resto do continente. A ONU foi convencida pela OUA a expulsar a África do Sul de órgãos como a Organização Mundial da Saúde.
A OUA também trabalhou com a ONU para aliviar problemas de refugiados. Estabeleceu o Banco Africano de Desenvolvimento para projetos econômicos destinados a tornar a África financeiramente mais forte. Embora todos os países africanos eventualmente tenham conquistado sua independência, permaneceu difícil para eles se tornarem totalmente independentes de seus antigos colonizadores. Havia frequentemente dependência contínua das antigas potências coloniais para ajuda econômica, que muitas vezes vinha com condições: empréstimos tinham que ser pagos de volta com altas taxas de juros, e mercadorias tinham que ser vendidas aos ajudantes a preços baixos.
Os EUA e União Soviética intervieram na África pós-colonial em busca de seus próprios objetivos. Ajuda foi às vezes fornecida na forma de tecnologia e trabalhadores de ajuda. Apesar da boa vontade e melhores intenções, a OUA consistentemente falhou em seu objetivo declarado - o da luta para manter "Ocidentais" (colonialistas) fora dos assuntos africanos e focar apenas neles. A Organização ainda dependia pesadamente da ajuda ocidental (militar e econômica) para intervir em assuntos africanos, apesar do descontentamento dos líderes africanos em lidar com a comunidade internacional, especialmente países ocidentais.

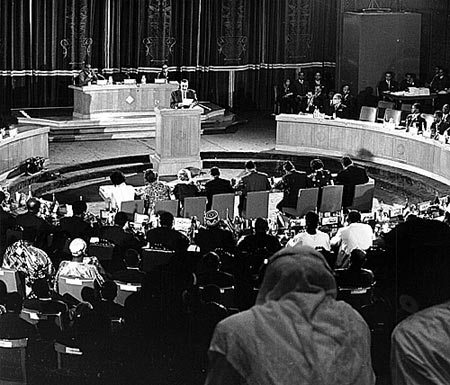
O presidente do Egito Nasser na cúpula do Cairo de 1964

## Agências
Agências especializadas autônomas, trabalhando sob os auspícios da OUA, eram:
- União Pan-Africana de Telecomunicações (PATU)
- União Postal Pan-Africana (PAPU)
- Agência de Notícias Pan-Africana (PANA)
- União das Organizações Nacionais de Televisão e Rádio da África (URTNA)
- União das Ferrovias Africanas (UAR)
- Organização da Unidade Sindical Africana (OATUU)
- Conselho Supremo para Esportes na África
- Comissão Africana de Aviação Civil